# Belli e dannati (romanzo)
Belli e dannati (The Beautiful and Damned) è il titolo del secondo romanzo dello scrittore statunitense Francis Scott Fitzgerald. Fu pubblicato dall'editore Scribner nel 1922 e ottenne, come il precedente Di qua dal Paradiso, un grande successo.
Il romanzo, storia della disgregazione morale causata dal denaro, venne pubblicato a puntate sulla rivista Metropolitan Magazine, prima di essere stampato come libro. Aveva come sottotitolo Un romanzo inchiesta sulla rivolta della gioventù americana.

## Contenuto
Il testo, al quale venne attribuito un lieto fine, fu rimaneggiato pesantemente subendo un taglio di 40.000 parole e Fitzgerald non fu affatto contento di quella versione anche se, scrivendo all'amico Thomas Boyd che gli diceva che il testo dello Scribner era migliore, dovrà ammettere: "Hanno comprato i diritti e insieme anche il diritto di fare quel che volevano, dato che hanno pagato". Infatti la rivista Metropolitan Magazine aveva anticipato all'autore la cifra di 7000 dollari per la pubblicazione.
All'uscita del libro, il 3 marzo 1922, Fitzgerald rimase infastidito alla vista della copertina che rappresentava, come se fosse il ritratto dell'autore/protagonista, un uomo brutto e più piccolo della donna che gli stava a fianco.
Belli e dannati è, come gli altri di questo autore, un romanzo ricco di spunti autobiografici che vuole anche essere, come scrive nel suo saggio Massimo Bacigalupo, "una critica o piuttosto una satira sociale che ha per oggetto la politica e la morale nazionale statunitense, il proibizionismo ante litteram, visto che esso fu introdotto solo nel dopoguerra, nel luglio 1919, come Fitzgerald non manca di registrare. Ma tutto questo eccesso di cocktail e whisky che il romanzo anticipa all'anteguerra sa già del mondo dei bootlegger e degli speakeasy a cui Fitzgerald si rivolgerà direttamente nel successivo capolavoro, il grande Gatsby".
Belli e dannati è la storia di un deterioramento morale causato dalla ricchezza ma è anche una ripresa in diretta della vita contemporanea tra il 1913 e il 1914 (quando il protagonista, Anthony, si sposa) alla guerra fino al 1921 quanto Anthony e Gloria partono per l'Europa.

## Trama
Il protagonista, Anthony Patch è un giovane ricco, bello e viziato che abita in un prestigioso appartamento della cinquantaduesima strada a New York e vive con un sussidio di circa settemila dollari l'anno oltre un titolo di 5000 dollari che il nonno, Adam Patch, gli corrisponde ogni Natale e che egli immancabilmente vende dal momento che si trova sempre un poco in ristrettezza economica.
Anthony passa il tempo oziando nella vasca della stanza da bagno, progettando di scrivere una monografia sui papi del Rinascimento mentre spera nella morte del nonno per avere la sua favolosa eredità.
Egli si reca spesso al bar Ritz, dove si incontra con l'intellettuale Maury Noble, colui che considera il suo migliore amico, e con lo scrittore Dick Caramel e si intrattiene discutendo frivolmente di pseudo argomenti letterari e filosofici.
Ha una ragazza che però tiene a debita distanza per non turbare la "serenità della sua vita":
Ma un giorno Anthony conosce Gloria Gilbert, una ragazza di Kansas City, sicura si sé e desiderosa di prendersi il meglio dalla vita, e se ne innamora perdutamente. I due giovani si sposano ma presto si rendono conto dei reciproci difetti e delle loro differenze.
Anthony è un debole, senza iniziative che riesce a trovare un po' di coraggio solamente bevendo, mentre Gloria è irrequieta, sempre pronta al litigio, spesso annoiata e depressa.
Iniziano così le incomprensioni e la loro vita diventa una continua fuga dalle responsabilità per cercare istericamente un momento bello che sembra però solo un sogno irraggiungibile.
Durante uno dei tanti parties che sono soliti dare per circondarsi di amici, nel bel mezzo di una colossale ubriacatura, vengono sorpresi dal nonno, che, indignato, decide di punirli togliendo loro l'eredità.
Dal momento in cui il vecchio muore i due giovani trascorrono la vita in un inferno di litigi, rimpiangendo quanto perduto e cercando di riprendersi l'eredità senza riuscire però, malgrado le difficoltà economiche, a limitarsi nelle spese.
Scoppia intanto la guerra e Anthony viene arruolato nell'esercito. Durante questo periodo egli intreccia una relazione con Dorothy Roycroft, una modesta ragazza del sud, mentre Gloria soffoca l'attesa del marito, di cui è comunque ancora innamorata, passando da una festa danzante all'altra. Unico suo cedimento, un bacio con un ufficiale, sua vecchia fiamma.
Al termine della guerra Anthony, abbandonata l'amante, ritorna da Gloria che ama ancora e per un breve periodo sembra ritornare la felicità. Presto però iniziano nuovamente i litigi e le incomprensioni e le folli spese.
Alla fine ottengono la tanto sospirata eredità, ma ormai la gioventù, la felicità e la bellezza non esistono più. Anthony e Gloria si imbarcano comunque su una lussuosa nave diretta in Europa, ma il sogno ormai raggiunto è diventato inutile perché i protagonisti comprendono che non resta più nulla per sognare.

## Edizioni italiane
- Belli e dannati, traduzione di Fernanda Pivano, Milano, Mondadori, 1954.
- Belli e dannati, traduzione di Pier Francesco Paolini, Introduzione di Massimo Bacigalupo, Roma, Newton & Compton, 1998.
- Belli e dannati, traduzione di Francesco Pacifico, Prefazione e cura di Sara Antonelli, Roma, Minimum fax, 2011.
- Belli e dannati, a cura di E. Pantaleo, Milano, Feltrinelli, 2019.